# Lengronne
Lengronne és un municipi francès situat al departament de la Manche i a la regió de Normandia. L'any 2007 tenia 441 habitants.

## Demografia

### Població
El 2007 la població de fet de Lengronne era de 441 persones. Hi havia 180 famílies de les quals 60 eren unipersonals (32 homes vivint sols i 28 dones vivint soles), 52 parelles sense fills, 60 parelles amb fills i 8 famílies monoparentals amb fills.
La població ha evolucionat segons el següent gràfic:
Habitants censats

### Habitatges
El 2007 hi havia 242 habitatges, 185 eren l'habitatge principal de la família, 36 eren segones residències i 21 estaven desocupats. 239 eren cases i 1 era un apartament. Dels 185 habitatges principals, 131 estaven ocupats pels seus propietaris, 53 estaven llogats i ocupats pels llogaters i 1 estava cedit a títol gratuït; 1 tenia una cambra, 3 en tenien dues, 26 en tenien tres, 58 en tenien quatre i 96 en tenien cinc o més. 161 habitatges disposaven pel capbaix d'una plaça de pàrquing. A 100 habitatges hi havia un automòbil i a 70 n'hi havia dos o més.

### Piràmide de població
La piràmide de població per edats i sexe el 2009 era:
| Homes | Edats   | Dones |
| ----- | ------- | ----- |
| 0     | 95 o +  | 0     |
| 4     | 90 a 94 | 0     |
| 4     | 85 a 89 | 4     |
| 0     | 80 a 84 | 8     |
| 4     | 75 a 79 | 16    |
| 28    | 70 a 74 | 12    |
| 8     | 65 a 69 | 20    |
| 12    | 60 a 64 | 12    |
| 4     | 55 a 59 | 20    |
| 20    | 50 a 54 | 0     |
| 12    | 45 a 49 | 20    |
| 16    | 40 a 44 | 12    |
| 12    | 35 a 39 | 8     |
| 24    | 30 a 34 | 8     |
| 12    | 25 a 29 | 20    |
| 12    | 20 a 24 | 0     |
| 12    | 15 a 19 | 8     |
| 16    | 10 a 14 | 4     |
| 12    | 5 a 9   | 28    |
| 28    | 0 a 4   | 4     |

## Economia
El 2007 la població en edat de treballar era de 259 persones, 180 eren actives i 79 eren inactives. De les 180 persones actives 168 estaven ocupades (102 homes i 66 dones) i 12 estaven aturades (6 homes i 6 dones). De les 79 persones inactives 26 estaven jubilades, 25 estaven estudiant i 28 estaven classificades com a «altres inactius».

### Ingressos
El 2009 a Lengronne hi havia 188 unitats fiscals que integraven 474 persones, la mediana anual d'ingressos fiscals per persona era de 14.043,5 €.

### Activitats econòmiques
Dels 9 establiments que hi havia el 2007, 1 era d'una empresa de fabricació d'altres productes industrials, 1 d'una empresa de construcció, 4 d'empreses de comerç i reparació d'automòbils, 1 d'una empresa d'hostatgeria i restauració, 1 d'una empresa de serveis i 1 d'una entitat de l'administració pública.
L'únic servei als particulars que hi havia el 2009 era un guixaire pintor.
L'any 2000 a Lengronne hi havia 33 explotacions agrícoles que ocupaven un total de 1.078 hectàrees.

## Equipaments sanitaris i escolars
El 2009 hi havia una escola elemental integrada dins d'un grup escolar amb les comunes properes formant una escola dispersa.

## Poblacions més properes
El següent diagrama mostra les poblacions més properes.